# Okręg wyborczy nr 80 do Sejmu Polskiej Rzeczypospolitej Ludowej (1989–1991)
Okręg wyborczy nr 80 do Sejmu Polskiej Rzeczypospolitej Ludowej (1989–1991) obejmował województwo przemyskie. W ówczesnym kształcie został utworzony w 1989. Wybieranych było w nim 5 posłów w systemie większościowym.
Siedzibą okręgowej komisji wyborczej był Przemyśl.

## Wybory parlamentarne 1989

### Mandat nr 308 –Polska Zjednoczona Partia Robotnicza
| Kandydat | I tura | I tura | II tura | II tura |
| Kandydat | Głosów | %      | Głosów  | %       |
| --- | ------ | ------ | ------- | ------- |
| Marian Burak                                                                                                   | 15 026 | 9,27   | 19 802  | 33,46   |
| Stanisław Duda                                                                                                 | 13 845 | 8,54   | 28 201  | 47,65   |
| Eugeniusz Mazurek                                                                                              | 10 710 | 6,61   | —       | —       |
| Józef Więcław                                                                                                  | 9946   | 6,14   | —       | —       |
| Stanisław Zeliszczak                                                                                           | 9516   | 5,87   | —       | —       |
| Liczba głosów ważnych: 162 114 (I tura) • 59 181 (II tura) Źródło: Państwowa Komisja Wyborcza I tura i II tura |        |        |         |         |

### Mandat nr 309 –Polska Zjednoczona Partia Robotnicza
| Kandydat | I tura | I tura | II tura | II tura |
| Kandydat | Głosów | %      | Głosów  | %       |
| --- | ------ | ------ | ------- | ------- |
| Krystyna Grzęda                                                                                                | 26 364 | 15,85  | 29 810  | 50,49   |
| Wojciech Pawłowski                                                                                             | 13 477 | 8,10   | 18 215  | 30,85   |
| Zygmunt Kubrak                                                                                                 | 11 167 | 6,71   | —       | —       |
| Adam Heba | 8279   | 4,98   | —       | —       |
| Liczba głosów ważnych: 166 314 (I tura) • 59 047 (II tura) Źródło: Państwowa Komisja Wyborcza I tura i II tura |        |        |         |         |

### Mandat nr 310 –Zjednoczone Stronnictwo Ludowe
| Kandydat | I tura | I tura | II tura | II tura |
| Kandydat | Głosów | %      | Głosów  | %       |
| --- | ------ | ------ | ------- | ------- |
| Zbigniew Mierzwa                                                                                               | 25 149 | 14,71  | 33 829  | 57,42   |
| Roman Szarek                                                                                                   | 19 894 | 11,63  | 16 308  | 27,68   |
| Stanisław Bajda                                                                                                | 18 908 | 11,06  | —       | —       |
| Liczba głosów ważnych: 171 021 (I tura) • 58 911 (II tura) Źródło: Państwowa Komisja Wyborcza I tura i II tura |        |        |         |         |

### Mandat nr 311 – bezpartyjny
| Kandydat                                                          | Głosów  | %     |
| ----------------------------------------------------------------- | ------- | ----- |
| Janusz Onyszkiewicz                                               | 148 636 | 82,79 |
| Marek Rząsa                                                       | 24 655  | 13,73 |
| Liczba głosów ważnych: 179 533 Źródło: Państwowa Komisja Wyborcza |         |       |

### Mandat nr 312 – bezpartyjny
| Kandydat                                                          | Głosów  | %     |
| ----------------------------------------------------------------- | ------- | ----- |
| Tadeusz Trelka                                                    | 145 410 | 83,73 |
| Tadeusz Mielniczek                                                | 9993    | 5,75  |
| Waldemar Niedźwiedzki                                             | 5329    | 3,07  |
| Roman Lubiniecki                                                  | 4706    | 2,71  |
| Liczba głosów ważnych: 173 664 Źródło: Państwowa Komisja Wyborcza |         |       |